# Roel Brouwers
Roel Brouwers (Heerlen, Países Bajos, 28 de noviembre de 1981), futbolista neerlandés. Juega de defensa y su actual equipo es el Roda JC de la Eredivisie. 

## Clubes
| Club                     | País         | Año       |
| ------------------------ | ------------ | --------- |
| Roda JC                  | Países Bajos | 2001-2005 |
| SC Paderborn 07          | Alemania     | 2005-2007 |
| Borussia Mönchengladbach | Alemania     | 2007-2016 |
| Roda JC                  | Países Bajos | 2016-     |